# Incidentalome
 Mise en garde médicale
Un incidentalome (d’après l’anglais « incidental tumor » ou « incidentaloma ») ou accidentalome (néologisme français) ou fortuitome (néologisme français) est une anomalie (par exemple une masse d’allure tumorale ou un anévrisme artériel) découverte principalement en radiologie (mais aussi en génétique médicale, en dermatologie) de façon fortuite, chez un patient asymptomatique ou dont les symptômes ne correspondent pas à l’anomalie trouvée. Cette découverte, effectuée par hasard, n’a pas été anticipée par le médecin, à la différence d’une anomalie découverte au cours d’un examen de dépistage.

## Clinique
Cette définition n’est pas restrictive mais elle s’applique en médecine essentiellement à la pathologie surrénalienne. Il s’agit d’un problème très fréquent puisqu'une masse surrénalienne est retrouvée dans 1 à 4 % des examens d'imagerie abdominale en fonction de leur sensibilité et de leur résolution (échographie, TDM, IRM). Plus de deux tiers des incidentalomes sont des adénomes corticaux non fonctionnels ayant peu ou pas de conséquences cliniques. Cependant, d'autres lésions sont possibles, potentiellement faiblement sécrétantes ou malignes. En cas d’antécédent de cancer, leur découverte fortuite peut conduire à un diagnostic et à un traitement rapide.
Outre les masses surrénaliennes, les incidentalomes sont désormais décrits par la littérature scientifique sur divers organes comme le pancréas, le cœur, l'encéphale...
Les incidentalomes peuvent être découverts lors d'un examen d'imagerie prescrit par le médecin traitant (généraliste ou spécialiste) ou lors d'une participation à un protocole de recherche. Ces découvertes fortuites impliquent de nombreuses problématiques qu'elles soient médicales, concernant le diagnostic, ou éthiques concernant l'information et la prise en charge du patient.
Il est important de noter qu'il n'existe pas de réel consensus concernant la définition des incidentalomes. Le terme peut être retrouvé au sein d'études portant sur la génétique et la génomique ; de plus, certains radiologues entendent par incidentalome uniquement une découverte fortuite sans conséquence et bénigne (non cancéreuse).